# Wilhelm Süssmann
Wilhelm Süssmann (* 16. September 1891 in Usedom; † 20. Mai 1941 auf Ägina) war ein deutscher Generalleutnant der Luftwaffe im Zweiten Weltkrieg.

## Leben
Süssmann trat am 25. Oktober 1909 als Fahnenjunker in das Infanterie-Regiment „Keith“ (1. Oberschlesisches) Nr. 22 der Preußischen Armee ein, wo er am 16. Juni 1911 zum Leutnant befördert wurde. Nach Beginn des Ersten Weltkrieges wechselte er in die Fliegertruppe. Er avancierte zum Hauptmann und wurde mit beiden Klassen des Eisernen Kreuzes ausgezeichnet. 
Da nach Beendigung des Krieges die Fliegertruppe aufgelöst wurde, trat Süssmann am 25. September 1920 als Hauptmann zur Sicherheitspolizei in Sagan über. Er blieb bis zum 1. August 1935 Polizist und wechselte dann als Oberstleutnant zur neu gegründeten Luftwaffe.
Dort diente er anfangs im Reichsluftfahrtministerium (RLM), bevor er an der Fliegerschule Braunschweig an einem Beobachterlehrgang teilnahm. Am 12. Oktober 1935 übernahm er Aufgaben im Stab des RLM und am 1. Januar 1936 wechselte er in den Stab des Luftkreiskommandos I. Am 12. März 1936 übernahm er die Führung dieses Stabes verbunden mit der Beförderung zum Oberst am 1. April 1936. Zum 1. April 1938 wechselte er, als Geschwaderkommodore, an die Spitze des Kampfgeschwaders 254 und blieb dort auch, als das Geschwader am 1. November 1938 in Kampfgeschwader 155 umbenannt wurde. Auf diesem Posten erfolgte am 1. Januar 1939 seine Beförderung zum Generalmajor. Nachdem er am 16. Januar 1939 in den Sonderstab W des RLM versetzt wurde, übernahm er am 1. Mai 1939 das Kampfgeschwader 55 als Geschwaderkommodore.
Nachdem er die Führung des Geschwaders zum 8. März 1940 wieder abgegeben hatte, führte er den Luftgaustab z. b. V. 200. Danach war er Höherer Flieger-Ausbildungs-Kommandeur 7, bevor er am 1. Oktober 1940 die 7. Flieger-Division (die spätere 1. Fallschirmjäger-Division) als Kommandeur übernahm. Hier erfolgte am 1. Dezember 1940 seine Beförderung zum Generalleutnant. Die 7. Flieger-Division bereitete sich im Frühjahr 1941 mit ihren Fallschirmjägern auf die Luftlandung auf der griechischen Insel Kreta vor.
Als diese am 20. Mai 1941 begann, war Süssmann Führer der Kampfgruppe Mitte und saß in einem Lastensegler DFS 230. Als das Schleppflugzeug, eine Heinkel He 111 der II./KG 26, den Lastensegler in der Nähe von Ägina ausklinkte, kam es zu einer Berührung zwischen beiden und der Lastensegler stürzte ab. Beim Aufprall kam Süßmann ums Leben.